# Pierre-Rose-Ursule Dumoulin-Borie Cao
Pierre-Rose-Ursule Dumoulin-Borie (1808-1838) tên Việt Nam là Cao, là một Giám mục thuộc Hội Thừa sai Paris, được Giáo hội Công giáo Rôma tôn phong Hiển Thánh vào năm 1988.
Ông sinh ngày 20 tháng 2 năm 1808 tại Beynat, Tulle,  Pháp. Tên thường gọi là Dumoulin do bạn bè đặt (tiếng Pháp Dumoulin là máy xay lúa). Cha ông là Guillaume Borie mất sớm. Mẹ ông là Rose Labrunie không muốn xa rời con nhưng sau cũng đồng ý cho ông tu học. Sau khi thụ phong phó tế, ông âm thầm thu xếp hành trang, để lại bức thư từ giã gia đình và bắt đầu sứ vụ rao giảng Tin Mừng.
Năm 1830, ông được thụ phong linh mục và trải qua hành trình 7 tháng đến vùng đất Nghệ An, khi đó thuộc Địa phận Tây Đàng Ngoài. Ông lấy tên Việt là Cao nên thường được gọi Borie Cao. Ông hoạt động chủ yếu trong vùng Bố Chính với ước khoảng 20.000 giáo dân. Linh mục Masson kể: “Dù không hợp với đồ ăn Việt Nam, cha Borie Cao vẫn ăn cách ngon lành làm như đã sinh ra ở Việt Nam vậy. Cha lại rất bình dị hoà đồng với mọi người, đôi khi còn biết nói đùa với họ nữa”.
Năm 1833, vua Minh Mạng ra lệnh cấm đạo, ông đã phải nhiều lần lẩn tránh. Ngày 24 tháng 3, ông kể trong thư là "Tôi đã phải đổi chỗ ở đến 17 lần". Do bị đánh đòn đau đớn nên một chủng sinh tên Khang đã khai ra chỗ ông ẩn náu. Ông bị bắt tại xóm Trà, thuộc họ đạo Mỹ Hảo vào năm 1834.
Trong chốn lao tù, ông vẫn kiên trì giữ vững đức tin Kitô giáo, là chỗ dựa tinh thần cho các linh mục người bản xứ như các linh mục Điểm, Khoa. Khi bị dụ dỗ đạp lên Thánh giá sẽ được xóa án, ông đáp: "Không thể được, một trăm lần không. Phần riêng tôi, quan trên muốn làm gì thì làm, nhưng xin cho một mình tôi chịu là đủ rồi". Quân lính dùng nhiều cực hình hành hạ nhưng ông vẫn âm thầm cầu nguyện.
Ngày 31 tháng 7 năm 1838, ông được bổ nhiệm làm Giám mục Địa phận Tây Đàng Ngoài khi mới 30 tuổi nhưng do đang ở tù nên chưa được tấn phong. 
Ngày 18 tháng 11 năm 1838, Minh Mạng phê án trảm quyết. Ngày 24 tháng 11 năm 1838, ông bị xử trảm tại pháp trường Đồng Hới. 
Năm 1842, xác ông được cải táng và đưa về tôn kính tại Nhà nguyện của Hội Thừa sai Paris.